# Metformina
Metformina – organiczny związek chemiczny, dimetylowa pochodna biguanidu. Jest lekiem z grupy biguanidów, stosowanym jako doustny lek przeciwcukrzycowy w leczeniu cukrzycy typu 2, szczególnie jeśli towarzyszy jej nadwaga lub otyłość. Metforminę stosuje się w lecznictwie od 1957.

## Historia
W medycynie ludowej od czasów średniowiecza wykorzystywano roślinę rutwicę lekarską (Galega officinalis), której przypisywano działanie przeciwcukrzycowe.
Z naturalnie występujących w rutwicy biguanidów, guanidyna okazała się zbyt toksyczna, za to galeginę stosowano przez krótki czas na początku XX w. jako lek przeciwcukrzycowy. W toku dalszych badań, w 1926, udało się uzyskać dwa syntetyczne biguanidy: syntalinę A i B, charakteryzujące się jeszcze lepszą od galeginy tolerancją. Ze względu na odkrycie i szerokie zastosowanie insuliny jako leku przeciwcukrzycowego zarzucono na wiele lat stosowanie i badania nad tą grupą leków hipoglikemizujących.
Metformina została odkryta i zastosowana w leczeniu cukrzycy w 1957 przez francuskiego lekarza, Jeana Sterne’a. Także dwa inne pokrewne leki, fenformina i buformina, na wiele lat weszły do arsenału farmakoterapii. Jednak od końca lat 70. XX w. ich stosowanie zostało bardzo ograniczone ze względu na zagrożenie rozwoju kwasicy mleczanowej w niektórych sytuacjach klinicznych. Fenformina i buformina są stosowane tylko wyjątkowo (w kilku krajach). Renesans metforminy rozpoczął się od doniesień, które przyniosło badanie UKPDS. W badaniu tym, opublikowanym w 1998, dowiedziono, że w okresie 10-letniej obserwacji otyłych cukrzyków leczonych metforminą doszło do znacznego zmniejszenia powikłań cukrzycowych i zmniejszenia śmiertelności.
W 1995, po uzyskaniu korzystnych wyników badań, Agencja Żywności i Leków ponownie zezwoliła na stosowanie metforminy w Stanach Zjednoczonych.

## Działanie
Wielostronne działania metforminy mogą być wykorzystywane w farmakoterapii.

### Działanie przeciwcukrzycowe i inne metaboliczne
Metformina stała się podstawowym lekiem antyhiperglikemicznym w cukrzycy typu 2.
Obniża poziom glukozy we krwi poprzez zwiększenie odpowiedzi organizmu na endogenną i egzogenną insulinę. Obniżenie poziomu glukozy następuje poprzez zmniejszenie wątrobowej syntezy glukozy (zmniejszenie glukoneogenezy) i zwiększenie jej obwodowego zużycia (nasilenie glikolizy beztlenowej). Wykazuje działanie antyagregacyjne i obniża stężenie trójglicerydów, LDL, cholesterolu w osoczu, poprawia sprawność fizyczną, powoduje niewielki spadek masy ciała bez zmniejszenia spożycia kalorii. Jest szczególnie polecana w razie insulinooporności (przejawiającej się podwyższonym poziomem peptydu C) i (lub) towarzyszącej otyłości. Metformina wspiera produkcję tłuszczów zwanych lipidami eterowymi, które z kolei sprzyjają długowieczności.

### Działanie przeciwnowotworowe
Metformina wykazuje też działanie antynowotworowe. W dużych badaniach kohortowych wykazano, że w grupie osób z cukrzycą stosujących metforminę umieralność z powodu nowotworów jest mniejsza, niż u osób z cukrzycą leczonych insuliną i pochodnymi sulfonylomocznika. Mechanizm tego działania jest nieznany, jednakże przypuszcza się, że działanie to związane jest z pobudzaniem kinazy białkowej aktywowanej przez monofosforan adenozyny (AMPK), która hamuje rozwój guza; wykazano niszczenie komórek macierzystych in vitro; stwierdzono zmniejszoną zapadalność na choroby nowotworowe pewnych narządów (jajniki, trzustka i płuca) u osób leczonych metforminą.

## Wskazania
Głównym wskazaniem jest cukrzyca typu 2 od chwili rozpoznania, niezależnie od masy ciała (rekomendacja EASD/ADA). Może być stosowana jako lek w monoterapii oraz w skojarzeniu zarówno z wszystkimi innymi doustnymi lekami przeciwcukrzycowymi, jak i insuliną. Stosowana również w zespole wielotorbielowatych jajników.
Coraz częściej przepisywana jest w leczeniu skojarzonym choroby nowotworowej (płuc, jelita grubego, trzustki i piersi), oraz jako lek z potwierdzonym działaniem opóźniania chorób związanych z wiekiem.

## Przeciwwskazania
Najpoważniejszym działaniem ubocznym leczenia metforminą jest kwasica mleczanowa, której powstaniu sprzyjają, przede wszystkim stany niedotlenienia tkanek i prowadzące do pogorszenia wydolności nerek. Z tego względu stosowanie tego leku jest przeciwwskazane we wszystkich sytuacjach klinicznych, które mogą sprzyjać wystąpieniu kwasicy mleczanowej, m.in.:
- niewydolność nerek (z klirensem kreatyniny poniżej 60 ml/min)
- świeży zawał serca
- niewydolność krążenia wymagająca leczenia
- niewydolność oddechowa
- niewydolność wątroby
- niedrożność tętnic kończyn dolnych
- białaczka
- czynny alkoholizm

Metforminę należy odstawić przed każdym zabiegiem operacyjnym i planowanym podaniem jodowych środków kontrastujących. Ponowne zastosowanie leku jest możliwe po 48 godzinach, jeśli potwierdzono prawidłową funkcję nerek.
Przerwanie leczenia metforminą należy rozważyć w wypadku gdy stężenie mleczanów w surowicy krwi przekroczy 3 mmol/l, a także w wypadku głodzenia lub przy skrajnie niskokalorycznej diecie.
Metformina jest przeciwwskazana u chorych na cukrzycę w podeszłym wieku (podeszły w ocenie biologicznej, nie metrykalnej), w cukrzycy ciężarnych (kategoria B) i w wypadku nadwrażliwości na ten lek.

## Działania niepożądane
Do bardzo często występujących działań niepożądanych metforminy należą dolegliwości ze strony przewodu pokarmowego: nudności, wymioty, biegunka, bóle brzucha i utrata apetytu. Zwykle te objawy występują na początku leczenia i czasem ustępują one samoistnie w trakcie dalszego leczenia. Przy leczeniu metformina powoduje je rzadziej niż fenformina.
Do innych rzadziej występujących działań niepożądanych należą: zaburzenia smaku, zmiany skórne (rumień, świąd, pokrzywka).
Bardzo rzadko występuje kwasica mleczanowa, jednak jest najpoważniejszym działaniem niepożądanym.
Objawy metaboliczne wynikają z mechanizmu działania, zwiększenie produkcji mleczanów w wyniku glikolizy beztlenowej (nie zakłóca metabolizmu mleczanów), może to prowadzić do kwasicy mleczanowej (metaanaliza 194 badań nie wykazała zwiększonego ryzyka wystąpienia kwasicy mleczanowej). Takie powikłanie było obserwowane u ludzi starszych, u chorych z niewydolnością wątroby lub nerek, jak również u chorych z niewydolnością krążenia. Wszystkie te sytuacje sprzyjają gromadzeniu się mleczanów i występowaniu kwasicy. Jak wykazano, pojedyncze przypadki występowania kwasicy mleczanowej zdarzają się dokładnie z taką samą częstotliwością u przyjmujących metforminę, jak u nie przyjmujących jej. Co więcej, wszystkie analizowane przypadki kwasicy mleczanowej dotyczyły osób, u których występowały uprzednio czynniki ryzyka zaistnienia kwasicy mleczanowej, tak, że zdarzenie to miałoby miejsce nawet gdyby nie przyjmowały metforminy.
Od kilku lat pojawiają się publikacje, które wykazują, że jeszcze niedawno medycyna zbyt ostro traktowała metforminę, co było niesłusznym stanowiskiem i powodowało odebranie możliwości podawania skutecznego, bezpiecznego i taniego leku wielu grupom chorych na cukrzycę, którzy mieli przeciwwskazania.
Obecne badania sugerują, że metformina – stosowana zgodnie ze wskazaniami i dawkowaniem, jak również u osób bez przeciwwskazań – nie wywołuje kwasicy mleczanowej.
Długotrwałe leczenie metforminą prowadzi do niedoboru witaminy B12, co powoduje wzrost stężenia we krwi homocysteiny. W tym wypadku zaleca się okresowe badanie stężenia witaminy B12 we krwi.

## Dawkowanie
Zaleca się przyjmowanie metforminy po jedzeniu w celu zmniejszenia działań niepożądanych ze strony przewodu pokarmowego. Istnieją tabletki o dawkach 500 mg, 850 mg i 1000 mg, są również dostępne preparaty o przedłużonym uwalnianiu XR 500 mg, XR 750 mg i XR 1000 mg. Nie należy zbyt szybko zwiększać dawki leku. Stosuje się go od 1 (postać XR) do 3 razy dziennie.

## Preparaty
Preparaty proste dostępne w Polsce: Avamina, Etform, Formetic, Glucophage, Glucophage XR, Gluformin, Metfogamma, Metformax, Metformax SR, Metformin Galena, Metifor, Metral, Siofor.
W niektórych krajach dostępne są połączenia metforminy z innymi lekami w jednej tabletce:
- metformina i gliburyd
- metformina i glipizyd
- metformina i rozyglitazon lub pioglitazon
- metformina i wildagliptyna lub sitagliptyna

Dostępnym w Polsce preparatem złożonym jest Eucreas (metformina + wildagliptyna).